# Guillén-Ramón de Vich y de Vallterra
Guillén-Ramón de Vich y de Vallterra, španski rimskokatoliški duhovnik, škof in kardinal, * ?, † 25. julij 1525, Cefalu.

## Življenjepis
1. julija 1517 je bil povzdignjen v kardinala.
22. oktobra 1518 je bil postavljen za škofa Cefalùja. 24. januarja 1519 je bil imenovan za škofa koadjutorja Barcelone.
2. julija 1521 je prejel škofovsko posvečenje.